# As I Came of Age
| Оценки критиков               | Оценки критиков |
| Источник                      | Оценка          |
| ----------------------------- | --------------- |
| AllMusic                      | [ 1 ]           |
| Encyclopedia of Popular Music | [ 2 ]           |

As I Came of Age — третий студийный альбом британской певицы Сары Брайтман, выпущенный в 1990 году на лейбле Polydor Records.

## Список композиций
| №                   | Название                           | Автор(ы)                                       | Длительность |
| ------------------- | ---------------------------------- | ---------------------------------------------- | ------------ |
| 1.                  | «The River Cried»                  | Билли Стайнберг, Том Келли                     | 4:07         |
| 2.                  | «Something to Believe In»          | Фил Палмер, Пол Блисс                          | 3:51         |
| 3.                  | «As I Came of Age»                 | Лиза Бернс, Сэл Маида                          | 4:25         |
| 4.                  | «Take My Life»                     | Билли Стайнберг, Том Келли, Эндрю Ллойд Уэббер | 3:50         |
| 5.                  | «Some Girls»                       | Лиза Бернс, Сэл Маида                          | 3:16         |
| 6.                  | «Brown Eyes»                       | Фил Эверли, Джон Даррилл                       | 3:30         |
| 7.                  | «Love Changes Everything»          | Эндрю Ллойд Уэббер, Дон Блэк, Чарльз Харт      | 3:36         |
| 8.                  | «Good Morning Starshine»           | Джеймс Рэйдо, Джером Рани, Гольт Макдермот     | 3:52         |
| 9.                  | «Alone Again Or»                   | Брайан Маклин                                  | 3:17         |
| 10.                 | «Yesterday (You Stopped Crying)»   | Эйми Манн                                      | 3:38         |
| 11.                 | «Bowling Green»                    | Фил Эверли, Терри Слэйтер                      | 4:09         |
| 12.                 | «It Must Be Tough…to Be That Cool» | Шарлотта Дивер                                 | 3:09         |
| Общая длительность: | Общая длительность:                | Общая длительность:                            | 43:53        |